# 阿佛尼

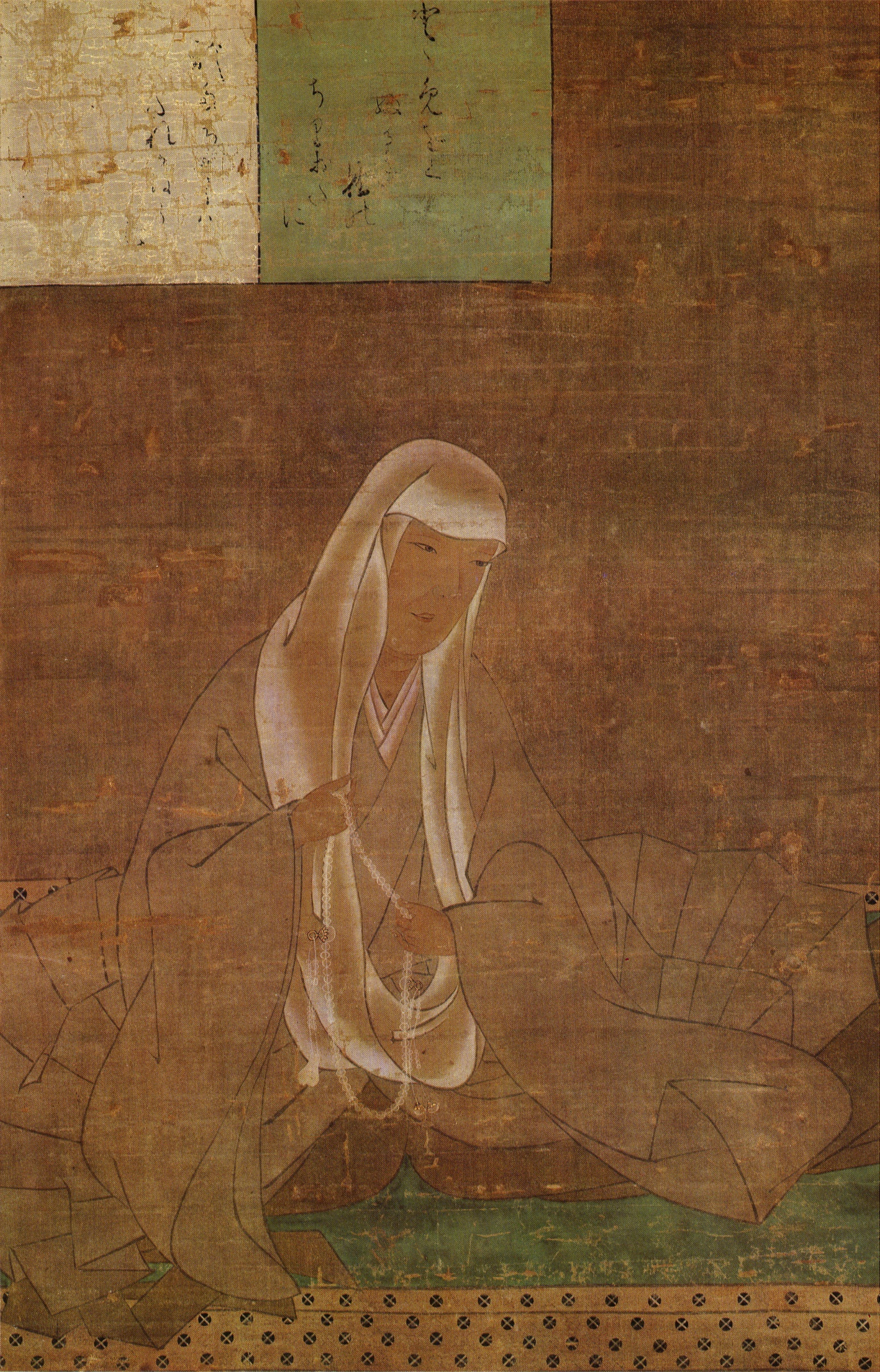
阿仏尼像

阿佛尼（日語：阿仏尼、あぶつに，約1222年—1283年5月6日），是日本鎌倉時代中期的女性歌人。女房名是安嘉門院四条或是右衛門佐。其大約生於貞應元年（1222年），親生父母不詳，被桓武平氏出身的武士奧山度繁收為養女（但也有一說是度繁的親生女兒）。
年輕時曾為安嘉門院（邦子內親王）女房，後成為公卿藤原為家側室，並生下一子冷泉為相。著有和歌論《夜鶴》，其和歌共有48首被收入《續古今》以來的敕撰和歌集。 卒於弘安六年四月八日（1283年5月6日）。